# John Parish (obchodník)
John Parish (5. března 1742 Leith, Skotsko – 4. února 1829, Bath, Anglie) byl hamburský velkoobchodník. Jeho obchody s Anglií a později se Spojenými státy z něj udělaly jednoho z nejbohatších mužů své doby. V letech 1793 - 1796 zastával funkci generálního konzula na americkém konzulátu v Hamburku.